# Ирбенский пролив
И́рбенский проли́в (эст. Kura kurk, латыш. Irbes jūras šaurums, лив. Sūr mer) — пролив, соединяющий Рижский залив и Балтийское море. Является водной границей между прибалтийскими государствами — Эстонией и Латвией. Расположен между эстонским мысом Сырве (крайняя южная точка острова Сааремаа) и мысом Колкасрагс — северной конечностью Курземского (Курляндского) полуострова, принадлежащим Латвии.
Важнейший порт — Вентспилс. Преобладающие глубины вне фарватера — 10—20 м. В холодную зиму замерзает. Наименьшая глубина фарватера — 5 м.
В августе 1915 года в водах Ирбенского пролива произошёл ряд морских сражений между российской эскадрой во главе с броненосцем «Слава» и немецким флотом, включавшим в себя линкоры «Позен» и «Нассау».